# کلانتر (فیلم)
کلانتر (انگلیسی: The Sheriff) فیلمی کوتاه به کارگردانی راسکو آرباکل محصول سال ۱۹۱۸ کشور ایالات متحده آمریکا است. در حال حاضر هیچ نسخه‌ای از این فیلم موجود نیست.

## بازیگران
- راسکو آرباکل
- بتی کامپسن
- مانتی بنکس
- گلن کاوندر
- لوک